# ستيف ماي (سياسي)
ستيف ماي (بالإنجليزية: Steve May)‏ هو سياسي أمريكي، ولد في 1972. حزبياً، نشط في الحزب الجمهوري. وقد انتخب عضو مجلس نواب أريزونا.